# 허우옌시
허우옌시(중국어 정체자: 侯彥西, 간체자: 侯彦西, 병음: Hóu Yànxī 후언서[*], 1989년 8월 8일~)는 중화민국의 배우로 본명은 옌성위(중국어 정체자: 鄢勝宇, 간체자: 鄢胜宇, 병음: Yān Shèngyǔ 언승우[*])이다.

## 작품 목록

### 텔레비전
- 이독불회적연인 : 미래에서 온 메시지 (2017)
- 아적청춘몰재파 (2020)

### 영화
- 그 시절, 우리가 좋아했던 소녀 (2012)
- 소울 오브 브레드 (2013)